# Легат породице Леко
Легат породице Леко је репрезентативна збирка материјалних и културних добара коју су проф. др Вера М. Леко и њена ћерка др Даница Леко, уз сагласност шире породице, формирале у Удружењу за културу, уметност и међународну сарадњу „Адлигат” у Београду. Прва донација Удружењу обављена је 2012. године, а легат је званично отворен за чланове породице, пријатеље и јавност 19. новембра 2016. године, у оквиру Музеја српске књижевности на Бањици у Београду.

## О породици Леко
Породица Леко је једна од најзначајнијих београдских цинцарских породица, која је Србији подарила десетак доктора наука и професора. Чланови ове породице били су премијери, градоначелници, министри, чланови парламента, краљеви ађутанти, уважени лекари, хемичари, архитекте, генерали. Породица је пореклом из Влахоклисуре, данас Клисура у Северној Грчкој. Због турских погрома над православним становништвом, које су спроводили полуаутономни Албанци под командом Али-паше Јањинског, породица се иселила из данашње Северне Грчке и прво настанила у Јужном Банату (тадашње Аустријско царство), а потом се из Беле Цркве преселила у Београд, двадесетих година 19. века. Генерације породице Леко већ готово два века живе у Београду.
Породица Леко током година је сабрала обиље докумената који се односе на породичну историју, али и историју Београда. Сачувани су бројни важни документи, као на пример дневник проф. др Марка Т. Лека, дневник преласка преко Албаније током Првог светског рата Драгомира М. Лека, бројна документација у вези са Првим светским ратом и Црвеним крстом, универзитетске дипломе, ордење, писма писана предвуковским писмом из седамдесетих година деветнаестог века, оригиналне признанице за чланарину Томе М. Лека Читалишту београдском (од 1853. до 1862. године), његове признанице за претплату на Србске новине, Шумадинку, Световид, Трговачке новине, као и оригиналне признанице о плаћеном порезу (од 1854. до 1962), укључујући и данак вазалне Србије. Ова важна културна добра данас се налазе у Удружењу „Адлигат" у Београду.
Породичну архиву годинама је чувао и проширивао Марко Д. Леко (1929 – 2005), редовни професор Природно-математичког факултета из области примењене математике, син Драгомира М. Лека, а унук Марка Т. Лека. Марко је радио на систематизацији породичне архиве и фотографија, а објавио је и низ чланака о историји породице Леко. Комплетну породичну архиву и извесне делове намештаја, породичних слика и фотографија завештао је својој ћерки, Даници Леко, која их је потом, са својом мајком Вером Леко, поклонила Удружењу „Адлигат".

## О легату
Прва донација Удружењу за културу, метност и међународну сарадњу „Адлигат” обављена је 2012. године, када је др Даница Леко поклонила преко четири хиљаде појединачних примерака литературе Удружењу, укључујући и периодику из 19. века. Током наредних година сарадња и пријатељство се наставило, а легат је званично формиран и за јавност отворен 19. новембра 2016. године, у оквиру Музеја српске књижевности на Бањици у Београду.
Легат су формирале проф. др Вера М. Леко, Даничина мајка, и Даница, уз сагласност ширег круга породице Леко и том приликом поклониле су Удружењу целокупну породичну архиву, као и породичне архиве других фамилија које су у сродству са њима, бројне књиге које је Верин супруг и Даничин отац, Марко Д. Леко, завештао, затим монографије, породичне фотографије, дипломе, указе о додељеним одликовањима, документа чланова породице из Првог светског рата, комаде намештаја који су припадали породици Леко (писаћи сто Марка Т. Лека, библиотечки кабинет Марка Д. Лека, гардеробни орман краљице Наталије Обреновић и овални сто из породице Антула).

#### Соба краљице Наталије Обреновић
Поводом двеста година од доласка породице Леко у Београд, Удружењу је поклоњен и остатак комплета намештаја краљице Наталије Обреновић, њен  тоалетни сто и столице, те је у Музеју српске књижевности формирана збирка посвећена Обреновићима, у оквиру собе краљице Наталије. Збирка, осим намештаја из легата породице Леко, садржи и штап краља Милана Обреновића (из легата породице Бешевић), меније и фотографије са двора краља Александра и Драге Машин (легат Марка С. Марковића), књигу Promenades de Paris из библиотеке Михаила Обреновића, као и 27 претходно непознатих  страница писама краља Милана Обреновића.
Намештај краљице Наталије нашао се у поседству породице Леко путем Неце Стевановић, дворске даме и прабаке Данице Леко, којој је краљица поклонила део свог намештаја након што је протерана из Србије 1891. године.

#### Писма Саве Шумановића Растку Петровићу
Поводом пете годишњице од формирања Удружења „Адлигат”, породица је поклонила Удружењу три писма Саве Шумановића упућена Растку Петровићу, а потом је легат обогаћен и преосталим писмима из преписке. Целокупан фонд који чини двадесет писама пружа увид не само у пријатељство два српска великана, већ и у личност Саве Шумановића, сликовито је описујући и у тренуцима пуног здравља, али и у ретким тренуцима душевне слабости. Од двадесет писма, два је Растку упутила Савина мајка, Персида Шумановић, молећи га да помогне њеном сину.
Писма Саве Шумановића нашла су се у поседству породице Леко путем породичног рођака Александра Дерокоа, који је био близак пријатељ Растка Петровића. Писма су чувана у Дерокоовој личној архиви деценијама, све до његове смрти 1988. године. Његова удовица их је, затим, са делом његове архиве, поклонила Марку Д. Леку, оцу Данице Леко и супругу Вере Леко.

## Радно време
Легат породице Леко отворен је за посетиоце у оквиру Музеја српске књижевности на Бањици, четвртком, петком и суботом, уз претходно заказивање.

## Фото-галерија
- Соба краљице Наталије: њен тоалетни сто и столца, на зиду штап краља Милана, фотографије са двора краља Александра и менији дворске кухиње.
- Писаћи сто Марка Т. Лека, ректора Велике школе, академика, председника Црвеног крста.
- Библиотечки кабинет Марка Д. Лека (сина Драгомира М. Лека, а унука Марка Т. Лека)
- Радни сто и столица Драгомира М. Лека (сина Марка Т. Лека)
- Писма Саве Шумановића упућена Растку Петровићу